# Żeńsko (powiat drawski)
Żeńsko (daw. Borujsko, niem. Schönfeld) – wieś w Polsce położona w województwie zachodniopomorskim, w powiecie drawskim, w gminie Wierzchowo. W latach 1975–1998 miejscowość administracyjnie należała do województwa koszalińskiego. W roku 1925 wieś liczyła 295, a w 2007 – 155 mieszkańców. Miejscowość jest samodzielnym sołectwem.

## Geografia
Wieś leży ok. 2 km na południe od Żabina i ok. 1,5 km na północ od wojskowej 12 Komendy Lotniska Mirosławiec.

## Historia
W dniu 1 marca 1945 w okolicy wsi miała miejsce ostatnia szarża polskiej kawalerii znana szerzej jako szarża pod Borujskiem.

## Komunikacja
Na wschód od wsi znajduje się nieużywany przystanek kolejowy Borujsko leżący na linii kolejowej nr 410.